# Соболев, Александр Васильевич
Алекса́ндр Васи́льевич Со́болев  (15(27) октября 1868, Витебская губерния ‒ 21 февраля 1920, станица Аксайская; похоронен в г. Шахты), русский и советский военный деятель, генерал-майор (1916).

## Биография
Родился в семье волостного писаря. Образование получил в Сергиевском реальном училище (6 классов). В службу вступил 10.07.1886. Окончил Петербургское пехотное училище (1889; по 1-му разряду). Выпущен подпоручиком (01.09.1888) в 115-й пехотный Вяземский полк. Поручик (01.09.1892), штабс-капитан (06.05.1900), капитан (ст. 06.05.1901). Окончил офицерскую стрелковую школу «успешно». Командир роты 178-го пехотного Венденского полка.
Участник 1-й мировой войны 1914‒18. Подполковник (пр. 1914), командир батальона того же полка. 01.11.1914 переведен в 318-й пехотный Черноярский полк — командир батальона и пом. командира полка до 30.01.1916. Полковник (ст. 24.05.1915). Командир 328-го пехотного Новоузенского полка (30.01.1916-1917). Генерал-майор (пр. до 09.1917). На октябрь 1917 года — командующий дивизией.
После Октябрьской революции перешёл на сторону Советской власти, весной 1918 прибыв с дивизией в Самару, где сдал её ревкому. Летом 1918 оказывал помощь в формировании частей Красной Армии в Пензе. С марта 1919 на Восточном фронте. С апреля 1919 командовал 7-й стрелковой дивизией на Восточном фронте, в составе 2-й армии.
С ноября 1919 года командовал 13-й стрелковой дивизией 8-й армии на Юго-Восточном фронте.
Участвовал в боях в районе ст. Багаевская, Ольгинская, Кривянская. Во время контрудара противника под Ростовом в ночь на 21 февраля штаб дивизии был захвачен прорвавшимся белоказачьим отрядом 3-го Донского корпуса и Соболев взят в плен. Он отказался от предложения белогвардейцев перейти на их сторону и был ими расстрелян.

## Награды
- Ордена Св. Станислава 2-й степени (1910), Св. Анны 2-й степени (1912), Св. Владимира 3-й ст. с мечами (ПАФ 30.09.1917).
- Орден Красного Знамени (Приказ РВСР № 326 от 26.11.1919).